# Biblioteca de Cort
La Biblioteca de Cort es una biblioteca de Palma, Mallorca, Islas Baleares. Fue inaugurada el 19 de septiembre de 1935, convirtiéndose en la primera biblioteca municipal de la ciudad. 
Es la más antigua de las bibliotecas municipales de la ciudad y está ubicada en el mismo edificio del Ayuntamiento de Palma. Actualmente forma parte de la red de bibliotecas municipales de Palma, Bibliopalma. Sus fondos pueden consultarse en línea en el Catàleg Bibliogràfic de les Illes Balears (CABIB). El centro se concibe al servicio de la cultura, la información y el entretenimiento. Por ello, periódicamente se realizan exposiciones, presentaciones, conferencias, clubes de lectura, etc., además de su función como biblioteca.

## Historia

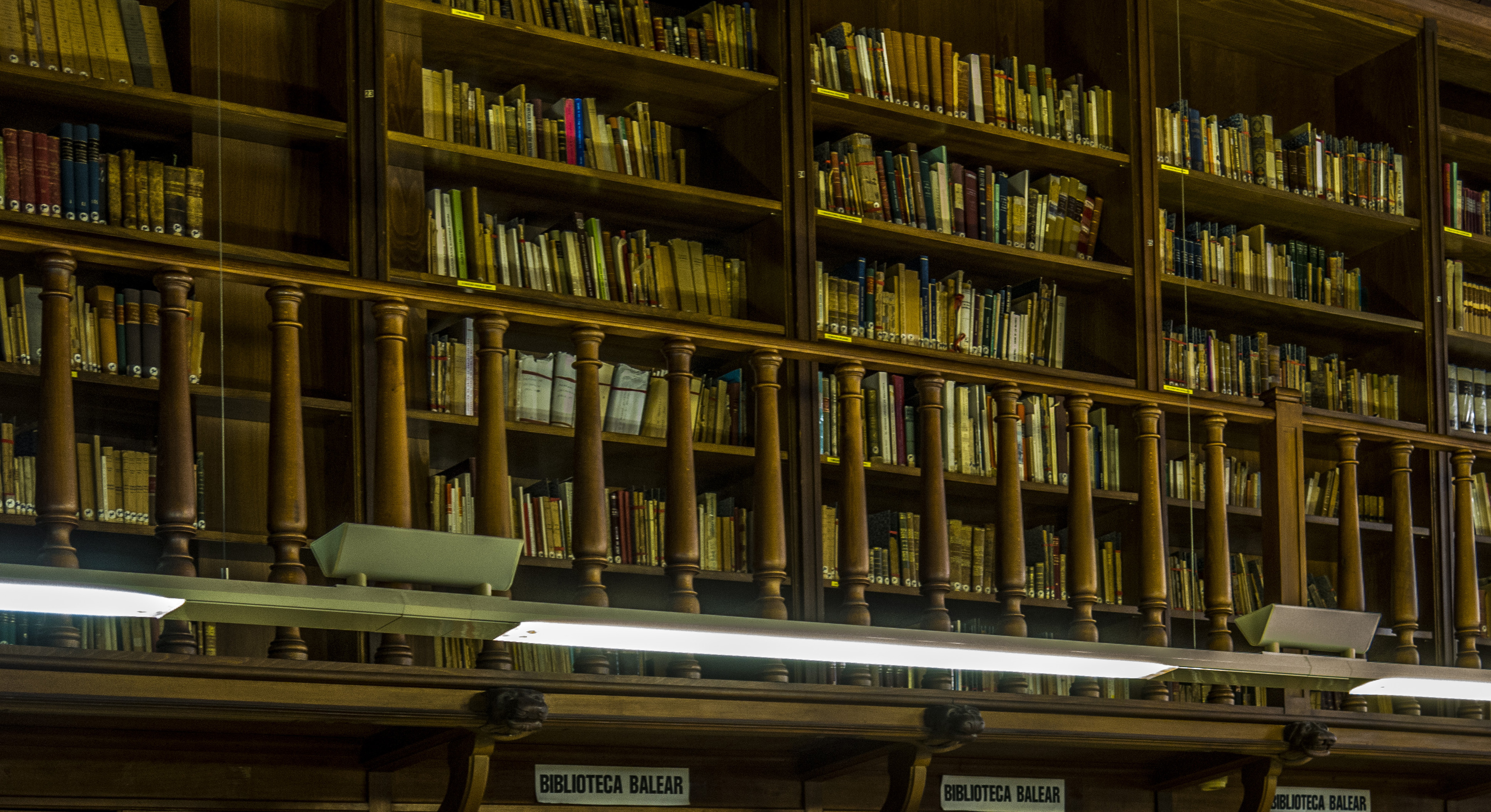
Estanterías superiores de la Biblioteca

En junio de 1931, durante la Segunda República se creó la Comisión de Cultura presidida por Emili Darder, la cual sentó las bases para la creación de la Biblioteca. Dicha Comisión supervisó todo el proceso de nombramiento de la bibliotecaria, asignación de partidas para la adquisición de libros y suscripción a revistas, así como la reforma y acondicionamiento del local.
La primera directora fue Martina Pascual, nombrada en 1931. Fue una pionera en las Islas Baleares, se formó en la Escola Superior de Bibliotecàries de la Mancomunitat de Catalunya y aplicó criterios técnicos y profesionales en la futura Biblioteca. Fue ella quien inició la política de orientarla hacia el fondo local, camino que ha mantenido hasta hoy.

## Fondo
El fondo inaugural disponía de 7000 volúmenes, procedentes en gran parte de la colección de Antoni Villalonga, peculiar noble que destacó per su militancia en el republicanismo federal, y de Jaume Garau i Montaner, cuyo fondo había sido adquirido por el Ayuntamiento unos treinta años antes. En el fondo de reserva se encuentran los libros antiguos, raros y preciosos. El más antiguo se remonta a 1521 y es una obra de Ramon Llull, Blanquerna.
Actualmente, la biblioteca tiene un fondo de unos 20.000 volúmenes, dispone de cuarenta puntos de lectura y atiende a unos 39 000 usuarios. Está especializada en fondo local de la ciudad, constituido por una importante colección de monografías, folletos y publicaciones periódicas.

## Secciones

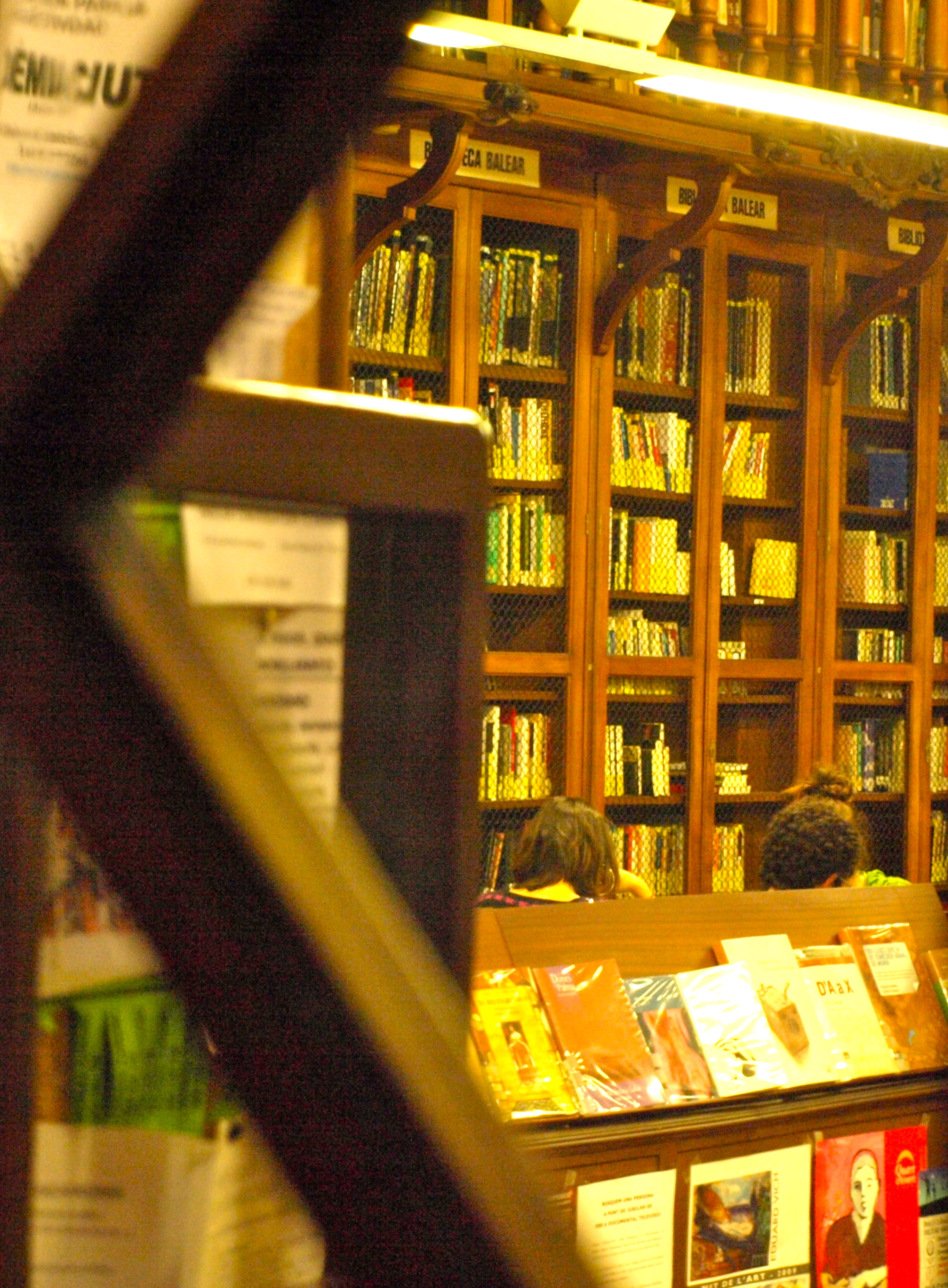
La biblioteca conserva la estética clásica que la caracteriza

Dada su vocación de biblioteca popular y para fomentar la cultura, en sus primeros años se creó una sección infantil y una filial en la escuela del barrio de la Soledad. 
Además, en 1961 se inauguró un bibliobús para el préstamo de libros y tebeos que hacía un recorrido diario por los barrios y que cada quince días visitaba los centros de enseñanza, escuelas, escuelas parroquiales y colegios privados. Dicho servicio era básicamente un servicio de préstamo con un fondo inicial de 2.500 libres, gestionado por la misma Biblioteca. Funcionó hasta 1977, cuando empezó a plantearse y desplegarse el desarrollo de una red de bibliotecas y servicios bibliotecarios.
El Día Internacional del Libro de 1993 se puso en marcha uno de los servicios más importantes: la sección de préstamo bibliotecario.

## Edificio
La Biblioteca se encuentra en la planta baja del edificio principal del Ayuntamiento de Palma. Antaño el edificio se encontraba en muy mal estado y en 1892 se inició una profunda remodelación dirigida por el arquitecto municipal Manuel Chápuli. Durante las obras, en febrero de 1894, se declaró un incendio que se extendió por todo el edificio, provocando su destrucción y la planta baja tuvo que ser completamente remodelada. La biblioteca nació a partir de esta nueva articulación del espacio.
La biblioteca se construyó entre 1904 y 1927, cuando el arquitecto responsable era Gaspar Bennazar (Chápuli había dimitido de su cargo en 1895). Así, Bennazar fue el responsable de la construcción del nuevo vestíbulo y la escalera principal del edificio; por tanto, no es aventurado atribuirle también el diseño de la biblioteca.
La estancia de la Biblioteca consta de una gran librería de madera que rodea toda la sala y que aparece partida horizontalmente en dos por una pasarela en voladizo apoyada en ménsulas talladas con formas zoomorfas, posiblemente inspiradas en la biblioteca del Convento de Montisión de Palma.